# 詹姆斯·穆尼
詹姆斯·穆尼（James Mooney，1861年2月10日—1921年12月22日）是一位美國民族學家，曾對切羅基人的鬼舞文化進行深入的研究。

## 生平
穆尼出生於印第安納州里奇蒙，是愛爾蘭天主教移民的兒子。他的正式學歷僅限於該市的公立學校，後透過自學成為美國印地安人專家，並在旅居各部落的期間進行實地考察。
1885年，他任職於華盛頓特區的美國民族學局。在局長約翰·威斯利·鮑威爾的領導下，他編制了一份多達3000個條目的部落名單，該名單於1890年美國陸軍對南達科他州蘇族的傷膝河大屠殺後完成，以此奠定他國家級印地安學者的地位。
1897年9月28日，穆尼在華盛頓特區與Ione Lee Gaut結婚，育有六個孩子。1921年12月22日，穆尼在華盛頓特區因心臟病去世。